# Christian Solinas

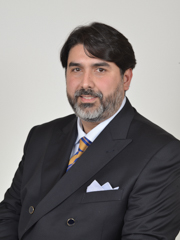
Christian Solinas (2018)

Christian Solinas (* 2. Dezember 1976 in Cagliari) ist ein aus Sardinien stammender italienischer Politiker der PSd’Az und seit März 2019 Präsident der Autonomen Region Sardinien.

## Leben
Der in Cagliari geborene Solinas ist langjähriges Mitglied der Partito Sardo d’Azione und war von 2011 bis 2014 unter dem Präsidenten Ugo Cappellacci Regionalrat für Verkehr.
Im Jahr 2015 wurde Solinas zum Sekretär der Partei gewählt und führte die Partei 2018 in eine Partnerschaft mit der Lega von Matteo Salvini. Bei den Wahlen 2018 wurde Solinas in den Senat gewählt und wurde damit der einzige Senator der Partito Sardo d’Azione. Im Senat schloss er sich der Fraktion der Lega an. Als Senator gehörte er dem Haushaltsausschuss an und war Vizepräsident des Untersuchungsausschusses über die kriminellen Vereinigungen.
Solinas schloss im Dezember 2018 sein Studium der Rechtswissenschaften an der Universität Sassari ab.
Im November 2018 wurde Solinas zum Mitte-Rechts-Kandidaten für das Amt des Präsidenten von Sardinien für die Regionalwahlen 2019 ernannt und führt eine Koalition an, zu der die Partito Sardo d’Azione, die Lega, Forza Italia, Fratelli d’Italia, die UDC (Unione Democratica Sarda), Fortza Paris, Energie per l’Italia und Riformatori Sardi gehören.
Solinas gewann die Regionalwahlen mit 47,81 % der Stimmen und wurde im März 2019 Präsident der Autonomen Region Sardinien. Am 19. Juni 2019 gab er vier Monate nach seiner Wahl zum Regionalpräsidenten auf politischen Druck hin seinen Senatssitz in Rom wegen Unvereinbarkeit mit seinem neuen Amt auf.
Christian Solinas ist seit 2021 mit der Rechtsanwältin Magda De Miranda verheiratet.